# فضيحة الاعتداء الجنسي الكاثوليكية في أستراليا
فضيحة الاعتداء الجنسي الكاثوليكية في أستراليا
فضيحة الاعتداء الجنسي الكاثوليكية في أستراليا هي جزء من سلسلة واسعة من الاعتداءات الجنسية التي قام بها رهبان وموظفون في بعض الكنائس وعلى نطاق واسع. وكانت هناك 71 حالة موثقة في أستراليا حيث تمت إدانة الكهنة الكاثوليك وسجنوا لارتكابهم جرائم الاعتداء الجنسي على الأطفال في أستراليا، فضلا عن إشراك بعض الأشخاص الآخرين الذين لهم علاقات غير مباشرة بجرائم الاغتصابات كالتستر وغيرها في عقوبات غير الحبس وإجراءات حاسمة أخرى.